# Speechless (phim 2012)
Wu yan   (tiếng Trung: 無言; tiếng Anh: Speechless) là một bộ phim Hồng Kông - Trung Quốc đại lục năm 2012, do Simon Chung đạo diễn, kể về một người Pháp câm, người được tìm thấy khỏa thân bên bờ sông ở Vũ Hán ở Trung Quốc đại lục. Anh ta được giải cứu và gửi đến một bệnh viện địa phương nơi anh ta được điều trị bởi một nam y tá chăm sóc anh ta và sau đó phát hiện ra những bí mật trong quá khứ của anh ta.
Wu yan là bộ phim truyện thứ ba của đạo diễn Simon Chung.  Những bộ phim trước của anh là Innocent,  phát hành vào năm 2005, và End of Love, vào năm 2009.
Bộ phim được công chiếu tại BFI lần thứ 26 Liên hoan phim đồng tính nam và đồng tính London, vào ngày 28 tháng 3 năm 2012, và chứa ảnh khỏa thân nam đầy đủ phía trước.

## Nội dung
Một người đàn ông được tìm thấy khỏa thân bên cạnh một con sông ở Vũ Hán ở Trung Quốc đại lục.  Tên anh ta là Luke, nhưng anh ta dường như không thể nói, và được gửi đến một bệnh viện địa phương để chẩn đoán.  Không thể xác định nguyên nhân gây ra tình trạng của Luke, bệnh viện quyết định rằng anh ta phải được gửi đi nơi khác.  Ngay sau đó, nam y tá của Luke, Xiao Jiang, phát hiện ra rằng cấp trên của mình đã quyết định chuyển Luke đến một trại tị nạn tâm thần.  Sau đó anh ta quyết định rằng anh ta phải giải cứu anh ta và đưa anh ta đến làng của chú mình, nơi họ sẽ phải trốn tránh sự bắt giữ từ cảnh sát địa phương.
Dần dần, lý do cho sự không nói nên lời của Luke trở nên rõ ràng. Xiao Jiang phát hiện ra rằng Luke trước đây đã có một mối tình lãng mạn với một nam sinh viên đại học trẻ tuổi, được gọi là Han Dong, người mà anh đã gặp tại khuôn viên trường đại học, cùng với bạn gái của Han Dong, Xiao Ning. Xiao Jiang tình cờ phát hiện ra một bí mật cung cấp chìa khóa cho quá khứ của Luke, cho phép anh ta theo dõi Xiao Ning sau đó để tìm hiểu thêm. Mặc dù cô tỏ ra vô ích và lừa dối, anh bắt đầu có thể ghép lại bí ẩn về sự bất lực của Luke. Anh ta biết rằng mối quan hệ lãng mạn của Luke với Han Dong đã bị Xiao Ning, một người theo đạo Cơ đốc sùng đạo phát hiện, và đã quyết định trừng phạt bạn trai bằng cách 'công khai đồng tính' anh ta và công khai làm nhục anh ta tại nhà thờ. Trong khi Xiao Jiang làm sáng tỏ bí ẩn này, Luke đột nhiên biến mất khỏi chỗ ở mà anh đã bí mật chia sẻ với Xiao Jiang. Do đó, Xiao Jiang yêu cầu sự giúp đỡ của một người bạn nữ, Lan, cố gắng xác định vị trí của Luke và giúp giải quyết một lần và cho tất cả những bí ẩn trung tâm về việc Luke không thể nói được.

## Sản xuất
Wu yan được quay trong bí mật ở Trung Quốc đại lục: tại thành phố nhỏ Sán Đầu, trên bờ biển phía Đông của tỉnh Quảng Đông, và ở vùng nông thôn phía bắc Quảng Đông, miền Nam Trung Quốc. Khung cảnh khuôn viên trường đại học, giới thiệu một trong những nhân vật quan trọng nhất của bộ phim, Han Dong, và bạn gái của anh, Xiao Ning, được quay tại Đại học Sán Đầu.
Người đàn ông đóng vai Han Dong là người mẫu, diễn viên và ảo thuật gia người Trung Quốc Jian Jiang, người đến từ Quảng Châu, trong khi người phụ nữ đóng vai bạn gái của anh, Xiao Ning, là nữ diễn viên người Úc và người Úc gốc Yung Yung Yu.  Cả hai diễn viên chính, Pierre-Matthieu Vital và Qilun Gao, là những người bạn gián tiếp của đạo diễn của bộ phim, Simon Chung.  Vital, người đóng vai Luke, đến từ Pháp, nhưng sống và làm việc tại Quảng Châu và thường xuyên đến Hồng Kông, nơi lần đầu tiên anh gặp Simon Chung. Vital không phải là người nói tiếng Hoa lưu loát, và vì vậy Chung phải giúp đào tạo anh ấy để nói những lời thoại của mình. Diễn viên đóng vai y tá chu đáo của Vital, Xiao Jiang, là diễn viên Bắc Kinh Qilun Gao, người trước đây đã xuất hiện trong một bộ phim Hồng Kông khác.
Vì việc quay phim ở Trung Quốc là không chính thức, bộ phim không thể đảm bảo việc phát hành sân khấu ở nước sản xuất, mặc dù nó đã được chiếu một lần ở Trung Quốc, cho sinh viên tại Đại học Sán Đầu, và được phát hành tại các rạp chiếu phim trên khắp Hồng Kông.  Chung nói rằng ông muốn bộ phim của mình khám phá cả viễn cảnh phương Tây về Trung Quốc cũng như viễn cảnh Trung Quốc về phương Tây.
Cảm hứng cho bộ phim đến từ một trường hợp có thật ngoài đời được gọi là "Piano Man", trong đó một người đàn ông dạt vào bờ biển phía đông nước Anh vài năm trước.

## Diễn viên
- Pierre-Matthieu Vital... Luke
- Qilun Gao... Xiao Jiang
- Jian Jiang... Han Dong
- Yung Yung Yu... Xiao Ning
- Yu Ting Si Tu... Lan
- Shu Ling Lang... Xiao Jiang's mother
- Shao Qiu Shen... Dr. Lin
- Hua Li... Church's caretaker